# Yiyi
Francisco Pérez García (Utrera, provincia de Sevilla, 4 de julio de 1953) fue un futbolista español que se desempeñaba como delantero.

## Clubes
| Club       | País   | Año       |
| ---------- | ------ | --------- |
| Sevilla FC | España | 1973-1982 |
| Linares CF | España | 1982-1984 |